# Viro (wieś)
Viro – wieś w Estonii, w prowincji Võru, w gminie Meremäe.